# Pałac w Graboszewie
Pałac w Graboszewie – pałac zlokalizowany w Graboszewie (województwo wielkopolskie, powiat słupecki).

## Architektura
Obiekt został zbudowany w 1910 według projektu Stanisława Mieczkowskiego. Obecnie jest odbudowany od podstaw, jako budynek mieszkalny i stanowi własność prywatną, niedostępną do zwiedzania. Jest to budynek piętrowy, z klasycystycznym portykiem o trójkątnym frontonie. Ma powierzchnię 924,92 m².

## Park
Pałac otacza park dworski (6,4 ha) z pierwszej połowy XIX wieku z dwiema alejami: wiązową (około 200 metrów, drzewa o obwodzie do 250 cm) i grabową (około 100 metrów, drzewa o obwodzie do 150 cm).